# Cetvertnea, Manevîci
Cetvertnea (în ucraineană Четвертня) este localitatea de reședință a comunei Cetvertnea din raionul Manevîci, regiunea Volînia, Ucraina.

## Demografie
Componența lingvistică a localității Cetvertnea
     Ucraineană (99,77%)
     Alte limbi (0,23%)
Conform recensământului din 2001, majoritatea populației localității Cetvertnea era vorbitoare de ucraineană (99,77%), existând în minoritate și vorbitori de alte limbi.